# Alsophila austroyunnanensis
Alsophila austroyunnanensis là một loài thực vật có mạch trong họ Cyatheaceae. Loài này được S.G. Lu mô tả khoa học đầu tiên năm 1998.